# Пезуха
Пезуха (Пазуха) — река в России, протекает в Вичугском районе Ивановской области. Устье реки находится в 27 км по левому берегу реки Сунжи. Длина реки составляет 20 км, площадь водосборного бассейна 97 км².
Исток расположен на южной окраине Вичуги, рядом с истоком на Пезухе запруда. Река течёт на север, верхнее течение реки проходит по восточным кварталам Вичуги, в нижнем течении протекает через деревни Тольково, Боровитиха, Галуевское, Потехино, Марфино. Впадает в Сунжу ниже деревни Рокотово. 

## Данные водного реестра
По данным государственного водного реестра России относится к Верхневолжскому бассейновому округу, водохозяйственный участок реки — Волга от города Кострома до Горьковского гидроузла (Горьковское водохранилище), без реки Унжа, речной подбассейн реки — Волга ниже Рыбинского водохранилища до впадения Оки. Речной бассейн реки — (Верхняя) Волга до Куйбышевского водохранилища (без бассейна Оки).
По данным геоинформационной системы водохозяйственного районирования территории РФ, подготовленной Федеральным агентством водных ресурсов:
- Код водного объекта в государственном водном реестре — 08010300412110000013483
- Код по гидрологической изученности (ГИ) — 110001348
- Код бассейна — 08.01.03.004
- Номер тома по ГИ — 10
- Выпуск по ГИ — 0